# Шанский, Николай Максимович
Никола́й Макси́мович Ша́нский (22 ноября 1922, Москва — 11 мая 2005, Москва) — советский и российский лингвист-русист, специалист по лексике, фразеологии, словообразованию, морфологии, синтаксису, этимологии русского языка, языку писателей и русской лингводидактике, методике обучения русскому языку. Доктор филологических наук (1966), профессор МГУ (с 1968), действительный член АПН СССР (1974) и РАО (1992). Научный редактор серии учебников по русскому языку для средней школы.

## Биография
Родился в Москве 22 ноября 1922 года. В 1940 году поступил в московский Институт философии, литературы и истории (ИФЛИ), после слияния института с МГУ был студентом филологического факультета последнего. После окончания института был оставлен в аспирантуре филологического факультета русского языка. С 1948 года — кандидат филологических наук (тема диссертации — «Из истории имён существительных на -ость в русском литературном языке»). Тогда же Н. М. Шанский начал преподавательскую деятельность в Рязанском педагогическом институте. В 1951 году перешёл на работу в московский «Учпедгиз». С 1953 по 1987 годы преподавал на кафедре русского языка МГУ, куда был приглашён В. В. Виноградовым (с 1961 года также руководил Этимологическим кабинетом МГУ, где велась работа над «Этимологическим словарём русского языка»).
С 1963 года — главный редактор журнала «Русский язык в школе». С 1966 года — доктор филологических наук (с диссертацией «Очерки по русскому словообразованию»). В 1970 году возглавил НИИ Преподавания русского языка в национальной школе при Академии педагогических наук СССР (ныне Центр филологического образования в системе Российской академии образования).
В 1996 году в Курске состоялась первая всероссийская олимпиада школьников по русскому языку, одним из инициаторов проведения которой выступил Н. М. Шанский. Он же являлся членом жюри ряда олимпиад.
С 1999 года — член президиума Федерального экспертного совета Министерства образования РФ. В 2001 году удостоен звания почётного профессора РГГУ.
Умер 11 мая 2005 года. Похоронен на Ваганьковском кладбище.

### Словари
- Этимологический словарь русского языка / Под ред. Н. М. Шанского. — Москва. — Т. 1—8.
- Этимологический словарь русского языка / Под ред. А. Ф. Журавлёва и Н. М. Шанского. — Москва: Издательство Московского университета, 1999—2007. — Т. 9–10.
- Шанский Н. М., Иванов В. В., Шанская Т. В. Краткий этимологический словарь русского языка / Под ред. С. Г. Бархударова. — М.: Учпедгиз, 1961. — 404 с. — 42 000 экз. (в пер.)
  - Шанский Н. М., Иванов В. В., Шанская Т. В. Краткий этимологический словарь русского языка: Пособие для учителя / Под ред. С. Г. Бархударова. — Изд. 2-е, испр. и доп. — М.: Просвещение, 1971. — 542 с. — 200 000 экз. (в пер.)
  - Шанский Н. М., Иванов В. В., Шанская Т. В. Краткий этимологический словарь русского языка. — М.: Просвещение, 1975. — 544 с. — (Методическая библиотека школы). — 90 000 экз. (в пер.)
- Шанский Н. М. 700 фразеологических оборотов русского языка : для говорящих на монгольском языке / Н. М. Шанский [и др.] — М.: Рус. яз., 1980. — 155 с.
- Быстрова Е. А., Окунева А. П., Шанский Н. М. Учебный фразеологический словарь русского языка. — М.: Просвещение, 1984. — 272 с. — 276 000 экз. (в пер.)
- Шанский Н. М., Зимин В. И., Филиппов А. В. Опыт этимологического словаря русской фразеологии. — М.: Русский язык, 1987. — 240 с.
- Быстрова Е. А., Окунева А. П., Шанский Н. М. Краткий фразеологический словарь русского языка. — СПб.: Просвещение. Санкт-Петерб. отд-ние, 1992. — 272 с. — 100 000 экз. — ISBN 5-09-002188-0. (в пер.)
- Шанский Н. М., Боброва Т. А. Этимологический словарь русского языка. — М.: Прозерпина, 1994. — 400 с. — 20 000 экз. — ISBN 5-87957-005-3. (в пер.)
- Быстрова Е. А., Окунева А. П., Шанский Н. М. Учебный фразеологический словарь. — М.: АСТ, 1997. — 304 с. — 10 000 экз. — ISBN 5-15-001033-2. (в пер.)
- Шанский Н. М., Филиппов А. А., Зимин В. И. Школьный фразеологический словарь русского языка: Значение и происхождение словосочетаний. — М.: Дрофа, Русский язык, 1997. — 368 с. — 20 000 экз. — ISBN 5-7107-1448-8, ISBN 5-200-02536-2. (в пер.)
  - Шанский Н. М., Филиппов А. А., Зимин В. И. Школьный фразеологический словарь русского языка: Значение и происхождение словосочетаний. — М.: Дрофа, 2000. — 368 с. — 10 000 экз. — ISBN 5-7107-3751-8. (в пер.)
  - Шанский Н. М., Филиппов А. А., Зимин В. И. Школьный фразеологический словарь русского языка: Значение и происхождение словосочетаний. — М.: Дрофа, 2007. — 384 с. — 10 000 экз. — ISBN 978-5-358-02567-7. (в пер.)
- Шанский Н. М., Боброва Т. А. Школьный этимологический словарь русского языка: Происхождение слов. — М.: Дрофа, 2003. — 400 с. — 10 000 экз. — ISBN 5-7107-7598-3. (в пер.)
- Быстрова Е. А., Окунева А. П., Шанский Н. М. Фразеологический словарь русского языка: Около 1000 единиц. — М.: АСТ, Астрель, 2004. — 416 с. — 10 000 экз. — ISBN 5-17-015108-X. — ISBN 5-271-04499-8. (в пер.)
- Быстрова Е. А., Шанский Н. М. Фразеологический словарь русского языка: Около 1500 фразеологизмов. — М.: АСТ, Астрель, Хранитель, Харвест, 2007. — 384 с. — 1500 экз. — ISBN 5-17-040745-9,. — ISBN 5-271-15382-7. (в пер.)